# 张光晟
張光晟（8世纪?—784年），陝西盩厔人，唐朝中期軍閥。
少年從軍，為安西節度使哥舒翰部下士兵，安史之亂，哥舒翰兵敗潼關時，將領王思禮坐騎被流矢射殺，張光晟將自己的戰馬讓給他，但不求答謝就走了，王思禮想答謝他，略記其樣貌，卻找不到他。
王思禮升为河东节度使，代州刺史辛雲京遭受彈劾，王思禮要處罰辛雲京。當時張光晟在辛雲京幕下當兵，找到王思礼，為辛雲京說情。王思礼終於遇到救命恩人，拉着张光晟的手说：“吾有今日，子之力也。求子颇久，竟此相遇，何慰如之？”遂與張光晟結拜為兄弟，並免除辛雲京之罪。思礼表奏朝廷，封张光晟為特进、試太常少卿。後來辛雲京升任河东节度使時，為報答光晟，推薦他为代州（今山西代縣）刺史。
大历十三年（778年），时任代州都督的张光晟率军在羊武谷（今山西原平市北）與回纥展开激战，张光晟大破敌军，回纥逃窜。升迁為单于都护、兼御史中丞、振武军使。建中元年，因為發現回纥使臣突董掳掠大量中原女子，一怒之下決定挑釁回纥。張光晟設宴款待千餘名回纥及其他胡人，酒至半酣，引伏兵突入，大肆殺戮，“死者千余人，唯留二胡归国复命。”事發，回纥政府向唐朝抗議，德宗僅將张光晟降为睦王傅，不久改太仆卿。回纥從此埋怨唐朝。
建中四年（783年）涇原兵變爆發，追隨原盧龍節度使朱泚謀反，拜為使相。朱泚選精兵五千交給張光晟。後來，張光晟見朱沘大勢已去，護衛朱泚逃离后即投降李晟。
李晟認為張光晟有才且诚心投降，拜為上賓，宴會時，二人常同坐。華州節度使駱元光怒曰：“吾不能與反虜同坐。”拂衣而去回营。李晟不得已，将张光晟囚禁於张邸，請求唐德宗赦免張光晟，德宗拒絕，下詔處死張光晟。另一種說法是张光晟欲先往迎驾德宗以争功，反被李晟殺死。臨刑前，張光晟說：“傳話後世，第一莫做，第二莫休”，這是“一不做二不休”的典故。

## 延伸阅读
[在维基数据编辑]
 《舊唐書/卷127》，出自刘昫《舊唐書》